# Eduardo Duggan
Eduardo Patricio Duggan (ur. ? – zm. ?) – argentyński piłkarz, grający podczas kariery na pozycji obrońcy.

## Kariera klubowa
Eduardo Duggan podczas kariery piłkarskiej występował w klubie Belgrano AC. Z Belgrano AC zdobył mistrzostwo Argentyny w 1899.

## Kariera reprezentacyjna
W reprezentacji Argentyny Duggan jedyny raz wystąpił 20 lipca 1902 w wygranym 6-0 meczu z Urugwajem, którym był pierwszym meczem reprezentacji Argentyny w historii.